# 埃莱奥诺雷·卡塔琳妮 (普法尔茨-茨韦布吕肯-克莱堡)
埃莱奥诺雷·卡塔琳妮（德語：Eleonore Katharine，1626年5月17日—1692年3月3日），普法爾茨-茨韋布呂肯-克萊堡伯爵約翰·卡西米爾和卡塔琳娜·卡爾斯多特·瓦薩的女兒。

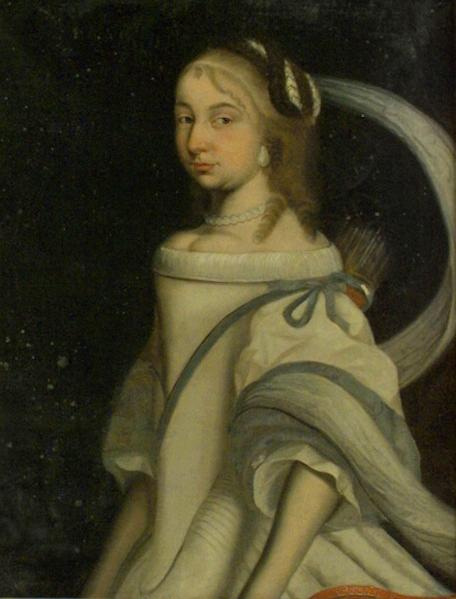

## 家庭
1646年，埃莱奥诺雷·卡塔琳妮與黑森-埃施韋格的腓特烈結婚，兩人共有三個女兒：
1. 克里斯蒂娜（英语：Princess Christine of Hesse-Eschwege）（1648年—1702年）
2. 尤利亞妮（英语：Juliana of Hesse-Eschwege）（1652年—1693年）
3. 夏洛特（1653年—1708年）